# Station Kloosterheide
Station Kloosterheide is een voormalige spoorweghalte langs spoorlijn 16 tussen de stad Lier, in de Belgische provincie Antwerpen, en de gemeente Berlaar.
De Lierse gemeenteraad besloot in 1917 tot de aanleg van de Begraafplaats Kloosterheide, in de nabijheid van het station.
2,9: Kloosterheide ·
7,0: Berlaar ·
10,1: Melkouwen ·
11,2: Itegem ·
13,6: Heist-op-den-Berg ·
16,0: Heide-Lo ·
19,6: Booischot ·
22,1: Begijnendijk